# Гальченко Андрій Володимирович
Андрі́й Володи́мирович Га́льченко (13 липня 1971) — народний депутат України VIII скл. Член фракції «Опозиційний блок».

## Життєпис
Народився 13 липня 1971 року в Кривому Розі Дніпропетровської області. Проходив навчання в Криворізькому технікумі гірського транспорту за спеціальністю «Технічне обслуговування та ремонт автомобілів». У 1995 році закінчив Криворізький технічний університет, спеціальність «Автомобілі та автомобільне господарство». Інженер-механік.
З вересня 1989 року — слюсар Інгулецького спеціалізованого управління проектного будівельно-монтажного об'єднання «Укрмонолітспецбуд».
З 1993 — водій гаража Криворізького гірничорудного інституту, референтом-водієм Академії гірничих наук України.
1996 — інженер Криворізької філії департаменту гірничодобувної промисловості Промислово-фінансової корпорації «Єдині енергетичні системи України»; з серпня 1997 року — інженер виробничо-аналітичного відділу закритого акціонерного товариства «Кривбасрудпром».
З квітня 2000 по 2010 — завідувач «Технологічно-виробничого комплексу», проректор з адміністративно-господарської роботи Криворізького технічного університету.
З квітня 2010 року по листопад 2014 року — заступник Криворізького міського голови, перший заступник Криворізького міського голови.
На виборах в 2014 році був обраний народним депутатом України від виборчого округу № 32 (Дніпропетровська область). Безпартійний. Член депутатської фракції Політичної партії «Опозиційний блок». Член Комітету Верховної Ради з питань будівництва, містобудування і житлового комунального господарства.

## Політика
18 січня 2018 року був одним з 36 депутатів, що голосували проти Закону про визнання українського сувернітету над ОРДЛО.
Був одним з 59 депутатів, що підписали подання, на підставі якого Конституційний суд України скасував статтю Кримінального колексу про незаконне збагачення, що зобов'язувала держслужбовців давати пояснення про джерела їх доходів і доходів членів їх сімей. Кримінальну відповідальність за незаконне збагачення в Україні запровадили у 2015 році. Це було однією з вимог ЄС на виконання Плану дій з візової лібералізації, а також одним із зобов'язань України перед МВФ, закріпленим меморандумом.